# Diplazium grandifolium
Diplazium grandifolium là một loài thực vật có mạch trong họ Woodsiaceae. Loài này được (Sw.) Sw. miêu tả khoa học đầu tiên năm 1801.